# Badminton 1959
Höhepunkte des Badmintonjahres 1959 waren die All England, die Irish Open, die Scottish Open, die German Open, die Dutch Open und die French Open. Badminton war erstmals bei den Südostasienspielen und den Chinesischen Nationalspielen vertreten.
==Internationale Veranstaltungen ==
| Veranstaltung | Herreneinzel       | Dameneinzel           | Herrendoppel                     | Damendoppel                        | Mixed                                |
| ------------- | ------------------ | --------------------- | -------------------------------- | ---------------------------------- | ------------------------------------ |
| All England   | Tan Joe Hok        | Heather Ward          | Lim Say Hup Teh Kew San          | Iris Rogers June White Timperley   | Poul-Erik Nielsen Inge Birgit Hansen |
| French Open   | Lee Kin Tat        | Pamela S. Wheating    | Lee Kin Tat Jimmy Lim            | Mireille Laurent Marjorie Sharp    | Atte Nyberg Mireille Laurent         |
| German Open   | Bertil Glans       | Aase Schiøtt Jacobsen | Jesper Sandvad Poul-Erik Nielsen | Agnete Friis Aase Schiøtt Jacobsen | Poul-Erik Nielsen Agnete Friis       |
| Malaysia Open | Charoen Wattanasin | Pachara Pattabongse   | Teh Kew San Lim Say Hup          | Tan Gaik Bee Cecilia Samuel        | Lim Say Hup Tan Gaik Bee             |